# Raiford
Raiford is een plaats (town) in de Amerikaanse staat Florida, en valt bestuurlijk gezien onder Union County.

## Demografie
Bij de volkstelling in 2000 werd het aantal inwoners vastgesteld op 187.
In 2006 is het aantal inwoners door het United States Census Bureau geschat op 191, een stijging van 4 (2,1%).

## Geografie
Volgens het United States Census Bureau beslaat de plaats een oppervlakte van
1,4 km², geheel bestaande uit land. Raiford ligt op ongeveer 41 m boven zeeniveau.

## Plaatsen in de nabije omgeving
De onderstaande figuur toont nabijgelegen plaatsen in een straal van 24 km rond Raiford.